# سینما آزادی (آبادان)
سینما آزادی یک سینما در شهر آبادان، ایران است.
این سینما که در سال ۱۳۴۵ پس از ترمیم و بازسازی و تغییر نام از آسیا به سهیلا تأسیس شده هم‌اکنون متعلق به حوزه هنری می‌باشد و دارای ۱ سالن است.